# WTA-toernooi van Anning
Het WTA-toernooi van Anning is een jaarlijks terugkerend tennistoernooi voor vrouwen dat wordt georganiseerd in de Chinese plaats Anning. De officiële naam van het toernooi is Kunming Open.
De WTA organiseert het toernooi, dat in de categorie "Challenger" valt en wordt gespeeld op gravelbanen.
In de week voorafgaand aan het vrouwentoernooi wordt hier een Challenger-toernooi van de ATP-tour gehouden.

## Geschiedenis
In de vier voorafgaande jaren 2014–2017 werd hier in april/mei een ITF-toernooi gehouden, met een jaarlijkse prijzenpot die opliep van $50.000 naar $100.000.

## Enkel- en dubbelspeltitel in één jaar
| speelster          | in het jaar |
| ------------------ | ----------- |
| Irina Chromatsjova | 2018        |

## Finales

### Enkelspel
| Datum      | Naam          | Cat.          | ($)           | Ondergrond     | Winnares           | Verliezend finaliste | Uitslag       |               |
| ---------- | ------------- | ------------- | ------------- | -------------- | ------------------ | -------------------- | ------------- | ------------- |
| 2018-04-30 | Kunming Open  | Challenger    | 125.000       | gravel, buiten | Irina Chromatsjova | Zheng Saisai         | 3-6, 6-4, 7-6 | details       |
| 2019-04-22 | Kunming Open  | Challenger    | 125.000       | gravel, buiten | Zheng Saisai       | Zhang Shuai          | 6-4, 6-1      | details       |
| 2020–2021  | geen toernooi | geen toernooi | geen toernooi | geen toernooi  | geen toernooi      | geen toernooi        | geen toernooi | geen toernooi |

### Dubbelspel
| Datum      | Naam          | Cat.          | ($)           | Ondergrond     | Winnaressen                         | Verliezend finalistes    | Uitslag       |               |
| ---------- | ------------- | ------------- | ------------- | -------------- | ----------------------------------- | ------------------------ | ------------- | ------------- |
| 2018-04-30 | Kunming Open  | Challenger    | 125.000       | gravel, buiten | Dalila Jakupović Irina Chromatsjova | Guo Hanyu Sun Xuliu      | 6-1, 6-1      | details       |
| 2019-04-22 | Kunming Open  | Challenger    | 125.000       | gravel, buiten | Peng Shuai Yang Zhaoxuan            | Duan Yingying Han Xinyun | 7-5, 6-2      | details       |
| 2020–2021  | geen toernooi | geen toernooi | geen toernooi | geen toernooi  | geen toernooi                       | geen toernooi            | geen toernooi | geen toernooi |

2018 · 2019
ITF-toernooien (mannen en vrouwen)

ATP-toernooien (mannen) – ATP-seizoen 2025

WTA-toernooien (vrouwen) – WTA-seizoen 2025

Voormalige toernooien mannen
Voormalige toernooien vrouwen
Voormalige amateurtoernooien